# Brämluggmal
Brämluggmal (Coptotriche marginea) är en fjärilsart som först beskrevs av Adrian Hardy Haworth 1828.  Brämluggmal ingår i släktet Coptotriche, och familjen luggmalar. Arten är reproducerande i Sverige.

## Bildgalleri

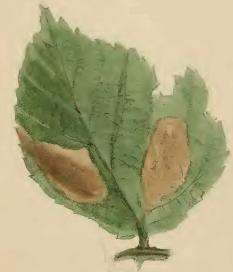
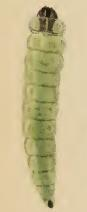